# Académie Soar
El Académie Soar es un equipo de fútbol con sede de Coyah, Guinea. Actualmente participa en el Campeonato Nacional de Guinea.

## Historia
A pesar de tener una fecha de fundación desconocida, el club disputó por primera vez en la temporada 2011-12 la Segunda División de Guinea bajo el nombre de CO Coyah terminando en la 10.ª. Hasta la temporada 2015-16 logró el ascenso histórico al Campeonato Nacional de Guinea como subcampeón del segundo nivel.
En la temporada 2021-22 terminó subcampeón del máximo nivel de Guinea, logrando su participación histórica a la Liga de Campeones de la CAF 2022-23.

## Palmarés
- Ligas Regionales de Guinea: 1

2011

## Participación en competiciones de la CAF
| Temporada | Torneo                      | Ronda      | Club       | Casa | Visita | Global |
| --------- | --------------------------- | ---------- | ---------- | ---- | ------ | ------ |
| 2022-23   | Liga de Campeones de la CAF | Preliminar | AS NIGELEC | 0-0  | 1-2    | 1-2    |